# 3626 Ohsaki
A 3626 Ohsaki (ideiglenes jelöléssel 1929 PA) a Naprendszer kisbolygóövében található aszteroida. Max Wolf fedezte fel 1929. augusztus 4-én.